# 下斗米千寿子
下斗米 千寿子（しもとまい ちずこ）は、岩手県二戸市生まれのヴァイオリニスト。

## 経歴
15歳からヴァイオリンを始めた。
埼玉大学教養学部教養学科文化人類学コース卒業。
大学院在学中に青少年音楽連合（ジュネス）ワールドオーケストラ日本代表に選ばれ、世界各地の演奏旅行に参加した。
大学院修了後、社会科教諭として岩手県立花巻農業高等学校と岩手県立岩泉高等学校田野畑校の教壇に立った。
松見和子、今村稔、二村英之、篠崎史紀に師事し、現在、アレクサンダー・アレンコフ、アルカーディ・ヴィノクーロフに師事している。
ウイーン室内歌劇場、メルビッシュ祝祭管弦楽団、アマデウス・アンサンブル・ウイーン（ノイエ・オーバー・ウイーン）、
トーンキュンストラー室内管弦楽団、オーストリア現代音楽協会、シンフォニエッタ・バーデンなどの中心メンバーである。